# Zaphanera cyanotis
Zaphanera cyanotis là một loài côn trùng cánh nửa trong họ Aleyrodidae, phân họ Aleyrodinae.
Zaphanera cyanotis được Corbett miêu tả khoa học đầu tiên năm 1926.